# Shawn Wayans
Shawn Wayans, född 19 januari 1971 i New York i New York, är en amerikansk skådespelare.
Han är bror till Marlon och Keenen Ivory Wayans.

## Filmografi (urval)
- 2006 – Little Man
- 2004 – White Chicks
- 2001 – Scary Movie 2
- 2000 – Scary Movie
- 1996 – Don't Be a Menace to South Central While Drinking Your Juice in the Hood

## Fotnoter
1. ↑  Internet Movie Database, IMDb-ID: nm0915465co0047972, läst: 16 oktober 2015.[källa från Wikidata]
2. ↑  SNAC, SNAC Ark-ID: w6933z3q, läst: 9 oktober 2017.[källa från Wikidata]